# Leptognathiella fragilis
Leptognathiella fragilis is een naaldkreeftjessoort uit de familie van de Colletteidae. De wetenschappelijke naam van de soort is voor het eerst geldig gepubliceerd in 2006 door Larsen, Blazewicz-Paszkowycz & Cuhna.